# Mercedes Azpilicueta
Mercedes Azpilicueta (La PLata, 1981) is een Argentijnse kunstenares. Haar vroege werk liet zich kenmerken door een focus op videokunst en performance. Later heeft Azpilicueta haar oeuvre uitgebreid met sculpturen, installaties en poëzie. Haar werk is geïnspireerd door historisch onderzoek en onderzoekt controversiële thema's zoals genderrollen, kolonialisme en seksualiteit.

## Leven en Werk
Azpilicueta werd geboren in La Plata, dichtbij Buenas Aires in Argentinië. Zij ging hier naar de Universidad Nacional de las Artes. In 2011 verhuisde ze naar Nederland waar ze opleidingen volgde aan de Hogeschool voor de Kunsten in Arnhem en de Rijksakademie voor Beeldende Kunsten in Amsterdam. In 2009 hield Azpilicueta haar eerste solo tentoonstelling in Buenas Aires getiteld Barda del medio in het Centro Cultural Jorge Luis Borgas. Sindsdien is haar werk tentoongesteld in solo- en groepsexhibities in verschillende landen in Europa, Noord-Amerika en in Argentinië.